# Miya (Sprache)
Das Miya, Selbstbezeichnung və̀na míy, ist eine um den Ort Miya (mìya) (ca. 110 km nördlich von Bauchi) im Nordosten Nigerias gesprochene Sprache. Sie gehört zum westlichen Zweig der tschadischen Sprachen. Praktisch alle der ca. 5000 Sprecher beherrschen auch die überregionale Sprache Hausa, mit der das Miya – relativ entfernt – verwandt ist.

## Lautsystem

### Konsonanten
Das Miya unterscheidet folgende Konsonanten:
|                       | Labiale | Dentale | Sibilanten | Laterale | Palatale | Velare | Labiovelare |
| --------------------- | ------- | ------- | ---------- | -------- | -------- | ------ | ----------- |
| stimmlose Plosive     | p       | t       | ts         |          | c        | k      | kw          |
| stimmhafte Plosive    | b       | d       | dz         |          | j        | g      | gw          |
| pränasalierte Plosive | mb      | nd      | ndz        |          | nj       | ng     | ngw         |
| Implosive             | ɓ       | ɗ       |            |          |          |        |             |
| stimmlose Frikative   | f       |         | s          | ɬ        | š        |        |             |
| stimmhafte Frikative  | v       |         | z          | ɮ        | ž        | γ      |             |
| Nasale                | m       | n       | nz         |          |          |        |             |

Dazu kommen l, r, y, w und h.
Am Ende einer Silbe bzw. eines Wortes können nur die Konsonanten m, n, l, r, w und y stehen. Dabei verschwimmt die Unterscheidung von -m und -n, die am Wortende miteinander wechseln können.

### Vokale
Es ist nicht ganz offensichtlich, wie viele Vokalphoneme zu unterscheiden sind. Als Kurzvokale kommen an der Oberfläche a, æ, i, u und ə vor. Dabei sind i und u oft als Varianten von ə in der Umgebung von palatalen bzw. labialen Konsonanten zu erklären. æ ist eine Variante von a in Wörtern, die als ganzes das Merkmal „palatalisiert“ haben.
Zusätzlich gibt es die Langvokale aa, ææ, ee und oo. Auch hier ist ææ eine Variante von aa in palatalisierten Wörtern. Ferner ist akustisch [iː] und [uː] hörbar, was hier aber im Anschluss an Schuh (siehe Literatur) als iy bzw. uw notiert wird.

### Palatalisierte Wörter
Nach der Analyse von Schuh hat ein Teil der Wörter im Miya das Merkmal [+palatalisiert]. Diese zeigen folgende Eigenschaften:
- Statt ə erscheint generell meist i, das in anderen Wörtern nur unmittelbar neben palatalen Konsonanten wie y vorkommt.
- Statt a und aa erscheint optional eine Aussprache æ bzw. ææ, oder ya bzw. yaa.
- Generell können alle Konsonanten in solchen Wörtern palatalisiert klingen, also l und t etwa wie ly bzw. ty.
- Sibilanten (s, ts etc.) kommen nicht vor; stattdessen stehen die Palatale (š, c etc.).

### Ton
Das Miya ist eine Tonsprache. Das Tonsystem des Miya ist kompliziert, aber gut untersucht. Schuh hat eine praktische Orthographie mit dreierlei Vokalzeichen eingeführt (hochtonig: á, tieftonig: à, unbezeichnet: a), die hier übernommen wird.
Man benötigt zunächst das Konzept einer „Tonphrase“. Dies ist ein Wort oder eine Gruppe eng zusammengehöriger Wörter, die sich bezüglich der Töne gegenseitig beeinflussen. Tonphrasen sind vor allem:
- Nominalphrasen, also etwa Verbindungen aus Substantiv + Adjektiv, oder Possessivverbindungen
- das Verb einschließlich seiner Enklitika zusammen mit einem folgenden direkten Objekt

Das Subjekt und ein folgendes Verb bilden hingegen zwei verschiedene Tonphrasen.
Innerhalb einer Tonphrase gelten folgende Regeln:
- Am Beginn einer Tonphrase kann eine Silbe nur entweder maximal hoch (á) oder maximal tief (à) sein.
- Nach einem Hochton gibt es für die Folgesilbe drei Möglichkeiten: (1) Entweder bleibt sie auf demselben hohen Niveau. In diesem Fall wird kein Akzentzeichen gesetzt (a); Akzentlosigkeit bedeutet in Schuhs Notation einfach die Fortführung des vorangehenden Tones. (2) Oder die Folgesilbe ist um eine Stufe tiefer als die vorangehende Silbe. Dies notiert Schuh als á. Diese Silbe gilt für die nachfolgende Logik immer noch als Hochton. In der Afrikanistik ist dieses Phänomen als „downstep“ bekannt. (3) Oder der Ton der Folgesilbe sinkt auf das maximal tiefste Niveau; die Notation ist dann à.
- Nach einem Tiefton gibt es für die Folgesilbe wieder nur zwei Möglichkeiten: (1) Sie bleibt entweder maximal tief; dann steht kein Akzentzeichen (a). (2) Oder sie ist hoch, aber nicht mehr auf maximal hohem Niveau, sondern um eine Stufe tiefer als der letzte Hochton, der vorgekommen ist oder möglich gewesen wäre; dann notiert man á.

Da mit jedem Tiefton oder „downstep“ das mögliche Maximum absinkt, ergibt sich innerhalb einer Tonphrase ein tendenziell fallender Tonverlauf. Erst die nächste Tonphrase kann dann wieder mit einem maximal hohen Ton beginnen.
Einige Beispiele für die praktische Orthographie und ihre Umsetzung:
- ápar [⎺ ⎺] „Horn“ (durchgehend maximal hoch)
- yàwun [⎽ ⎽] „Elephant“ (durchgehend maximal tief)
- átín [⎺ ⎻] „Nase“ (Downstep auf der zweiten Silbe)
- šínákə [⎺ ⎻ ⎻] „Zunge“ (Downstep, danach gleichbleibend)
- átúkuɗə́ [⎺ ⎻ ⎻ ⎼] „Schildkröte“ (zweimal Downstep)
- wútə̀ [⎺ ⎽] „eins“ (zweite Silbe sinkt auf maximal tiefes Niveau)
- áməsə̀m [⎺ ⎺ ⎽] „Traum“
- ángárɓàcə [⎺ ⎻ ⎽ ⎽] „Ameisen“
- lèlémbi [⎽ ⎻ ⎻] „Stier“ (Hochton nach Tiefton erreicht nicht mehr maximal hohes Niveau)
- ázə̀kú [⎺ ⎽ ⎻] „Onkel mütterlicherseits“

### Lexikalische Tonklassen
Wie gesagt gibt es am Anfang einer Tonphrase, und somit auch für die Erstsilbe isoliert gesprochener Wörter, nur eine binäre Opposition zwischen maximal hoch und maximal tief. Für Lexikoneinträge muss aber aufgrund ihres Verhaltens im Innern von Tonphrasen (mindestens) eine dreifache Opposition angenommen werden:
(1) Wörter, die am Anfang einer Tonphrase mit Hochton beginnen, beginnen im Innern einer Tonphrase normalerweise nicht mit Hochton, sondern übernehmen den vorangehenden Ton, verlieren also in der praktischen Orthographie das Akzentzeichen auf ihrer ersten Silbe:
- ákyar [⎺ ⎺] „Rücken“ + žáakə [⎺ ⎺] „Esel“ → ákyar žaakə [⎺ ⎺ ⎺ ⎺] „der Rücken des Esels“
- və̀na [⎽ ⎽] „Mund“ + žáakə [⎺ ⎺] „Esel“ → və̀na žaakə [⎽ ⎽ ⎽ ⎽] „der Mund des Esels“
- sə̀bə [⎽ ⎽] „Leute“ + də́rɓitim [⎺ ⎺ ⎺] „zehn“ → sə̀bə dərɓitim [⎽ ⎽ ⎽ ⎽ ⎽] „zehn Leute“
- sə̀bə [⎽ ⎽] „Leute“ + fə́rfə́ɗə [⎺ ⎻ ⎻] „acht“ → sə̀bə fərfə́ɗə [⎽ ⎽ ⎽ ⎻ ⎻] „acht Leute“

(2) Ein Teil der Wörter, die am Anfang einer Tonphrase mit Tiefton beginnen, behält diesen Ton auch innerhalb einer Tonphrase bei:
- ákyar [⎺ ⎺] „Rücken“ + dùwakə [⎽ ⎽ ⎽] „Pferd“ → ákyar dùwakə [⎺ ⎺ ⎽ ⎽ ⎽] „der Rücken des Pferdes“
- və̀na [⎽ ⎽] „Mund“ + dùwakə [⎽ ⎽ ⎽] „Pferd“ → və̀na duwakə [⎽ ⎽ ⎽ ⎽ ⎽] „der Mund des Pferdes“[1]

(3) Ein anderer Teil der Wörter, die am Anfang einer Tonphrase mit Tiefton beginnen, beginnt innerhalb einer Tonphrase jedoch mit Hochtonmarkierung (d. h. Hochton auf nicht-maximalem Niveau bzw. Downstep):
- ákyar [⎺ ⎺] „Rücken“ + žàžəkə [⎽ ⎽ ⎽] „Stachelschwein“ → ákyar žážəkə [⎺ ⎺ ⎻ ⎻ ⎻] „der Rücken des Stachelschweins“
- və̀na [⎽ ⎽] „Mund“ + žàžəkə [⎽ ⎽ ⎽] „Stachelschwein“ → və̀na žážəkə [⎽ ⎽ ⎻ ⎻ ⎻] „der Mund des Stachenschweins“
- sə̀bə [⎽ ⎽] „Leute“ + màatsər [⎽ ⎽] „sieben“ → sə̀bə máatsə̀r [⎽ ⎽ ⎻ ⎽] „sieben Leute“

## Personalpronomina
Das Personalpronomen des Miya unterscheidet das Geschlecht nicht nur in der 3. Pers. sg. wie im Deutschen, sondern auch in der 2. Pers. sg.
|                 | selbständiges Pronomen | Subjektspräfix Perfekt | Subjektspräfix Subjunktiv | Subjektspräfix Imperfekt | Possessivsuffix | Possessivsuffix mit vorausgehendem -a | Objektssuffix | Intransitive copy pronoun |
| 1.sg. „ich“     | mə́n                    | mə́n                    | mə̀n                       | mə̀n                      | -wan            | -wun                                  | -wan          | -wan                      |
| 2.sg.mask. „du“ | fíy                    | fà                     | fàa                       | fàa                      | -fə             | -afə                                  | -fə           | -ku                       |
| 2.sg.fem. „du“  | máciy                  | mà                     | màa                       | màa                      | -γəm            | -ɤɤm                                  | -γəm          | -kəm                      |
| 3.sg.mask. „er“ | tíy                    | (à)                    | də̀                        | (tə̀)                     | -wasə           | -uwsə                                 | -ya           | -ta                       |
| 3.sg.fem. „sie“ | njíy                   | (à)                    | də̀                        | (njə̀)                    | -zà             | -azà                                  | -ɬa           | -ɬa                       |
| 1.pl. „wir“     | míy                    | míy                    | mìy                       | mìy                      | -ma             | -aama                                 | -ma           | -ma                       |
| 2.pl. „ihr“     | hə́n                    | nà                     | nàa                       | hə̀n                      | -na             | -ana                                  | -na           | -ka                       |
| 3.pl. „sie“     | ɬə́n                    | (à)                    | də̀                        | (ɬə̀n)                    | -ɬən            | -aɬən                                 | -ɬən          | -ɬən                      |

Die geklammerten Formen der Subjektspräfixe in der dritten Person entfallen, wenn vor dem Verb schon ein nominales Subjekt steht.

## Substantiv

### Geschlecht
Das Miya unterscheidet zwei grammatische Geschlechter: Maskulinum und Femininum. Bei Personen stimmt das grammatische mit dem natürlichen Geschlecht überein. Ansonsten kann man das Geschlecht weder aus der Bedeutung noch aus der Form des Substantivs vorhersagen. Das Geschlecht zeigt sich dann nur in Kongruenzeigenschaften des Substantivs.

### Plural
Substantive können eine Pluralform bilden. Deren Form ist wie folgt:
Die gewöhnliche Pluralendung lautet -aCaw, wobei C eine Wiederholung des letzten Konsonanten des Substantivs bedeutet. Nach kurzen Stämmen ist der Tonverlauf -aCáw (also letzte Silbe mit nicht-maximalem Hochton):
- kə́m „Hand“ – kə́mamáw [⎺ ⎺ ⎻] „Hände“
- də̀m „Baum“ – də̀mamáw [⎽ ⎽ ⎻] „Bäume“
- gìti „Axt“ – gìtatyáw „Äxte“ (gìti ist ein palatalisiertes Wort)
- gùmbə „Kürbis“ – gùmbambáw „Kürbisse“

Nach längeren Stämmen ist der Tonverlauf -áCàw (nach Hochton dessen Niveau übernehmend, daher dann als -aCàw notiert):
- žáakə „Esel“ – žáakakàw [⎺ ⎺ ⎽] „Esel“
- sə́rtə́hə „See“ – sə́rtə́hahàw [⎺ ⎻ ⎻ ⎽] „Seen“
- zə̀kiy „Stein“ – zə̀kiyáyàw [⎽ ⎽ ⎻ ⎽] „Steine“
- dùwakə „Pferd“ – dùwakákàw „Pferde“

Daneben gibt es auch einige unregelmäßige Plurale. Beispiele:
- ám „Frau“ – tə̀vam „Frauen“
- ɮə́rkíy „Huhn“ – ɮə́rkáw „Hühner“
- íy „Hund“ – íyúw „Hunde“
- γə̀ruw „Kuh“ – γə̀ruwiy „Kühe“
- jìfana „Mann“ – dzàfə „Männer“
- sə̀m „Mensch“ – sə̀bə „Menschen; Leute“
- áfuw „Ziege“ – cùw „Ziegen“

### á-Präfix
Im Miya beginnen zahlreiche Substantive mit einem Präfix á-. Für diese gilt:
- Das á- entfällt im Innern von Nominalphrasen, z. B. wenn das Substantiv als Possessor gebraucht wird.
- Das á- wird zu áa- gedehnt, wenn das Substantiv als Objekt nach dem Verb oder wenn es nach einer Präposition steht.

Beispiele:
- ándáži „Nilpferd“
- ákyar ndáži „der Rücken des Nilpferds“
- à tiy aandáži „sie töteten ein Nilpferd“
- wán aandáži „wie ein Nilpferd“

## Bestimmter Artikel
Dem Substantiv kann man ein Element ká (übernimmt nach Hochton dessen Niveau und wird dann ka geschrieben) nachstellen, das ungefähr unserem bestimmten Artikel entspricht. Es zeigt keine Differenzierung nach Genus oder Numerus:
- sə̀m ká „der Mensch“
- sə̀bə ká „die Leute“
- šín ka „der Bauernhof“

## Demonstrativum
Die Entsprechung für „dieser“ lautet nákən (maskulin) – tákən (feminin) – níykin (plural). Es steht vor dem Substantiv. Die Pluralform wird nur mit Bezug auf Lebewesen benutzt; bei pluralischen Sachbezeichnungen muss man die Genusform wählen, die das Substantiv auch im Singular hat:
- nákən láy „dieser Junge“
- tákən wún „dieses Mädchen“
- níykin wúɬəmíy „diese Kinder“
- nákən víyayùwáwàw „diese Feuerstellen“ (Substantiv mit maskulinem Genus)

## Adjektiv
Adjektive stehen hinter ihrem Bezugswort und kongruieren mit diesem. Sie haben normalerweise eine der drei Endungen -na (mask.) / -ya (fem.) / -niy (plural). Wie auch bei Demonstrativa wird die Pluralform nur mit Bezug auf Lebewesen verwendet. Die Endungen des Femininums und des Plurals machen das ganze Wort palatal:
- mbə̀rgu gárna „ein großes (männliches) Schaf“
- tə́máku gyárya „ein großes (weibliches) Schaf“
- tə́makwìy gyáruwniy „große Schafe“

Da das Substantiv und das Adjektiv eine Tonphrase bilden, gelten die Tonregeln, die oben im Abschnitt „Lexikalische Tonklassen“ besprochen wurden. Obwohl das Adjektiv „groß“ isoliert Tiefton hat (gàrna), bekommt es daher im Kontext (Downstep-)Hochton: mbə̀rgu gárna.

## Possession
Das Miya kennt zwei unterschiedliche Possessivkonstruktionen, die mehr oder weniger der Unterscheidung von inalienabler und alienabler Possession entsprechen und hier so bezeichnet werden. Es steht immer die Reihenfolge Possessum – Possessor.

### inalienabel
Bei inalienabler Possession, beispielsweise dem Besitz von Körperteilen, folgen Possessum und Possessor unmittelbar aufeinander. Wenn der Possessor ein Substantiv ist, sind die Tonregeln zu beachten, die oben im Abschnitt „Lexikalische Tonklassen“ behandelt wurden:
- átín „Nase“ + mə̀ɗə „Ziege“ → átín mə́ɗə „die Nase der Ziege“

Wenn der Possessor pronominal ist, wird ein Possessivsuffix verwendet. Dessen Ton ist kompliziert vorhersagbar und kann sich für die einzelnen Suffixe unterscheiden; nur der Ton von -zà „ihr(fem.sg.)“ ist ausnahmslos tief:
- átínwàn „meine Nase“
- átínfə̀ „deine(mask.) Nase“
- átínγə̀m (auch wie átínyìm gesprochen) „deine(fem.) Nase“
- átínwàsə „seine Nase“
- átínzà „ihre(fem.sg.) Nase“
- átínɬə̀n „ihre(pl.) Nase“

Ein Teil der Substantive, vor allem solche femininen Geschlechts, erhalten ein Suffix -a, wenn sie als Possessum fungieren:
- ángár „Bein“ (fem.) + mə̀ɗə „Ziege“ → ángára mə́ɗə „das Bein der Ziege“

Dieses -a verschmilzt mit dem Possessivsuffix, wodurch sich besondere Formen ergeben (siehe Tabelle oben). Beachtenswert ist die 2.sg.fem., wo aus -a-γəm ein gesprochenes -ɤɤm entsteht mit einem langen mittelhohen Vokal, der im Miya praktisch nur in diesem Morphem vorkommt:
- ángarwùn „mein Bein“
- ángaràfə „dein(mask.) Bein“
- ángarɤ̀ɤm „dein(fem.) Bein“
- ángarùwsə „sein Bein“
- ángaràza „ihr(fem.sg.) Bein“
- ángaràɬə́n „ihr(pl.) Bein“

Die Pluralendung -aw wird vor Possessivsuffix zu -oo:
- wùrumámàw „Knie(pl.)“ – wùrumámòowan „meine Knie“

Die Wörter báahə „Vater“ und máahə „Mutter“ zeigen vor Possessor spezielle Verkürzungen:
- báa vàziya „der Vater von Vaziya(Name)“
- búwun „mein Vater“
- báfə „dein(m) Vater“
- bɤ́ɤm „dein(f) Vater“
- búwsə „sein Vater“
- báazà „ihr(f) Vater“

Außer für inalienable Possession im engeren Sinne wird diese Konstruktion auch für eher abstrakte Besitzverhältnisse gebraucht:
- ábíy γə̀nsə „Wasser des Himmels (= Regen)“
- tàla zúw „Bier (aus) Sorghum; Sorghumbier“
- ánìyhə̀ iɬi „Medizin (für) Husten; Hustenmedizin“

### alienabel
Für den alienablen Besitz, den Besitz von Gegenständen, verwendet man eine andere Konstruktion, in der zwischen Possessum und Possessor ein Linker tritt. Dieser kongruiert mit dem Possessum wie folgt: na (mask.) – ta (fem.) – niy (plural). Der Ton wird von der vorangehenden Silbe übernommen. Ebenso wie beim Demonstrativum verwendet man auch beim Linker die Pluralform nur mit Bezug auf Lebewesen. Dem Linker kann auch ein Possessivsuffix folgen, mit dem er dann zu einer einzigen Form verschmilzt:
- mbə̀rgu na vaziya „der Widder von Vaziya(Name)“
- mbə̀rgu nuwun „mein Widder“
- mbə̀rgu nafə „dein(m) Widder“
- mbə̀rgu nɤɤm „dein(f) Widder“
- mbə̀rgu nuwsə „sein Widder“
- mbə̀rgu naaza „ihr(f) Widder“
- mbə̀rgu naaɬə́n „ihr(pl) Widder“

- kàkər „Schuh“ (fem.) – kàkəráràw tuwun „meine Schuhe“

- wùɬəmíy niywan „meine Kinder“

## Verb
Das Verb bildet eine Reihe von Tempora. Nur eine Auswahl der wichtigsten wird hier vorgestellt.

### Imperativ
Der Imperativ stellt die einfachste Form des Verbs dar. Nicht alle kombinatorisch denkbaren Tonverläufe kommen vor. Im Wesentlichen sind nur zwei Tonklassen zu unterscheiden:
(1) durchgängig tief:
- bə̀sə „wasche!“
- zàr „rufe!“

(2) hoch-tief, wobei bei einsilbigem Stamm nur der Hochton sichtbar wird:
- tə́fə̀ „schieße!“
- már „bekomme!“
- tsá „gib!“

Der Plural des Imperativs hat eine Endung -iy. Diese hat normalerweise nach Hochton einen (im Miya sonst ungewöhnlichen) Fallton, nach Tiefton aber einen Hochton:
- bə̀síy [⎽ ⎻] „wascht!“
- máriỳ „bekommt!“
- tsíy „gebt!“

Mittels einer weiteren Endung -má bildet man einen Imperativ der 1. Pers. Plural:
- bə̀siymá „lasst uns waschen!“
- máriỳmá „lasst uns bekommen!“
- tsíymá [⎺ ⎻] „lasst uns geben!“

### Hortativ
Der Hortativ drückt einen Wunsch an eine dritte Person aus. Die Form ist dieselbe wie im Imperativ, doch geht ein Element tà voraus:
- tà bəsə „er soll waschen; sie soll waschen; sie sollen waschen“
- tà zar „er soll rufen; sie soll rufen; sie sollen rufen“
- kášam tà zar „Kasham(Name) soll rufen“

### Perfekt
Das Perfekt drückt einerseits erreichte Zustände aus und fungiert andererseits als generelles Vergangenheitstempus. Es hat folgendes Konstruktionsschema: Subjekt oder Subjektspräfix + Verb + súw (+ Objekt) + áy. Die Klammer súw ... áy umschließt das Objekt. Ist kein Objekt vorhanden, so verschmelzen beide Elemente zu sáy, oder aber es steht nur súw.
- mə́n bə̀sə sáy „ich habe gewaschen“
- mə́n zàr sáy „ich habe gerufen“
- à zar sáy „er hat gerufen“
- míy zàr sáy „wir haben gerufen“
- kášam zàr sáy „Kasham(Name) hat gerufen“
- à zar súw žàak-áy „er hat einen Esel (žáakə) gerufen“

Verben, die im Imperativ den Tonverlauf hoch-tief haben, haben im Perfekt tief-hoch. Nach diesem Hochton bleibt das Element say auf demselben Tonniveau und wird daher ohne Akzentzeichen notiert:
- tə́fə̀ „schieße!“ – à təfə́ say [⎽ ⎽ ⎻ ⎻] „er hat geschossen“

Einsilbige Verben, die im Imperativ Hochton haben, behalten diesen Hochton im Perfekt:
- à már say [⎽ ⎻ ⎻] „er hat bekommen“

### Subjunktiv
Hier und in allen im Folgenden behandelten Tempora tritt das Verb in der Form des Verbalnomens auf. Dieses hat eine Endung -aw (vor Pause) oder -a (im Kontext). Falls der Verbalstamm schon auf -a endet, so geht dieses -a in der Endung des Verbalnomens auf.
Der Subjunktiv bezeichnet eine Folgehandlung und kann oft mit „dass jemand tut“ oder „und jemand tut“ übersetzt werden. Sein Konstruktionsschema lautet: (nominales Subjekt) + Subjektspräfix + Verbalnomen (+ Objekt)
Der Ton des Verbalnomens entspricht dem des Perfekts, d. h. wo im Imperativ hoch-tief steht, wird er zu tief-hoch. Dies betrifft auch einsilbige Verben des Typs már „bekomme!“, die im Verbalnomen zweisilbig werden und daher den Tonverlauf tief-hoch zeigen können.
Das Subjektspräfix der 3. Person wird im Subjunktiv meist auch dann gesetzt, wenn der Satz schon ein nominales Subjekt enthält.
- mə̀n zaraw [⎽ ⎽ ⎽] „dass ich rufe; und ich rufe“
- mìy zaraw „dass wir rufen; und wir rufen“
- də̀ zaraw „dass er ruft; und er ruft“
- kášam də̀ zaraw „dass Kasham ruft; und Kasham ruft“
- də̀ bəsaw „dass er wäscht; und er wäscht“
- də̀ maráw „dass er bekommt; und er bekommt“
- də̀ tsaw „dass er gibt; und er gibt“ (Tiefton; das Verb für „geben“ weist ein ungewöhnliches Tonverhalten auf)

### Imperfekt
Das Imperfekt bezeichnet gerade verlaufende oder aber wiederholte Ereignisse. Es hat das Konstruktionsschema: Subjekt oder Subjektspräfix + àatáa + Verbalnomen (+ Objekt):
- t àatáa zàra və́rkə „er ruft (gerade) den Jungen“

Wenn kein Objekt vorhanden ist, wird im Imperfekt an seiner Stelle meist ein sogenanntes „cognate complement“ gesetzt:
- mə̀n aatáa zàra zaráw „ich rufe (gerade)“, wörtlich etwa: „ich rufe einen Ruf“
- t àatáa zàra zaráw „er ruft (gerade)“
- mìy aatáa zàra zaráw „wir rufen (gerade)“

### Futur
Ein Futur drückt man durch folgende Konstruktion aus: Subjekt oder Subjektspräfix (dasselbe wie im Imperfekt) + sáa + Verbalnomen (+ Objekt) + áy. Die Klammer sáa ... áy erinnert stark an die ähnliche Klammer des Perfekts, umschließt allerdings im Futur nicht nur wie im Perfekt das Objekt alleine, sondern zusätzlich auch das Verbalnomen:
- mə̀n sáa zàr-áy „ich werde rufen“
- tə̀ sáa zàr-áy „er wird rufen“
- mìy sáa zàr-áy „wir werden rufen“
- ndùwya sáa zàr-áy „Nduya(Name) wird rufen“

- tə̀ sáa b-ùwsə́ Mìy-áy „er wird nach Miya gehen“ (-ùwsə́ ist das „Intransitive copy pronoun“, dazu siehe unten. Die Richtungsangabe wird hier wie ein Objekt von der Klammer sáa ... áy umschlossen.)

### Pluralverben
Wie viele andere tschadische Sprachen kann das Miya im Prinzip von jedem Verb ein Pluralverb bilden, das eine mehrfach ausgeführte Handlung ausdrückt und besonders dann steht, wenn das Subjekt oder Objekt pluralisch ist. Man bildet es aus dem einfachen Verb durch Einfügung eines -a- nach dem ersten Konsonanten, Anfügung eines -a am Ende, sowie bei kurzen Verben zusätzlich durch Reduplikation des ersten Konsonanten:
- pə́r „schneiden“: à papə́rà sáy „er hat (mehrfach / mehrere) geschnitten“
- kàfə „schicken“: à kaafa sáy „er hat (mehrfach / mehrere) geschickt“

## Negation
Parallel zu den normalen (positiven) Tempora gibt spezielle negative Tempora, die man benötigt, um negierte Aussagen auszudrücken. Im negativen Satz werden weniger Tempora unterschieden als im positiven Satz.

### Negatives Perfekt
Man bildet es wie das positive Perfekt, ersetzt aber die Klammer súw ... áy um das Objekt durch má ... (ú)w oder, falls kein Objekt vorhanden, durch máw:
- mə́n zàr máw „ich habe nicht gerufen“
- à zar máw „er hat nicht gerufen“
- míy zàr máw „wir haben nicht gerufen“
- à zar má žaak-uw „er hat den Esel nicht gerufen“
- ndùwya zar má kašam-uw „Nduya hat Kasham nicht gerufen“

Nach Verben, die im Imperativ den Tonverlauf hoch-tief haben, wird ma (und ggf. sogar ein folgendes Objekt) tieftonig:
- à már mà žaak-úw „er hat keinen Esel bekommen“

### Negativer Subjunktiv
Diese Form dient als Negation des Subjunktivs, des Imperativs sowie des Hortativs. Man gebraucht eine spezielle Reihe von Subjektspräfixen, die überwiegend denen des positiven Subjunktivs, in der 2. Pers. Pl. und 3. Pers. aber mehr den unabhängigen Pronomina ähneln. Das Konstruktionsmuster lautet: Subjekt oder Subjektspräfix + ta + Verbalnomen (+ Objekt) + (ú)w. Nach einem Subjekt der 3. Person ist das Element ta hochtonig (auf gleicher Höhe wie das Subjektspräfix), bei Subjekt der 1. oder 2. Person sind Subjektspronomen und ta tieftonig:
- mə̀n ta zará-w [⎽ ⎽ ⎽ ⎻] „dass ich nicht rufe; ich soll nicht rufen“
- fà ta zará-w „dass du(mask.) nicht rufst; rufe nicht!“
- mà ta zará-w „dass du(fem.) nicht rufst; rufe nicht!“
- tíy ta zàrá-w [⎺ ⎺ ⎽ ⎻] „dass er nicht ruft; er soll nicht rufen“
- njə́ ta zàrá-w „dass sie nicht ruft; sie soll nicht rufen“
- mìy ta zará-w „dass wir nicht rufen; wir sollen nicht rufen“
- hə̀n ta zará-w „dass ihr nicht ruft; ruft nicht!“
- ɬə́n ta zàrá-w „dass sie nicht rufen; sie sollen nicht rufen“

- (von ràɓə „befeuchten“:) fà ta raɓá wəh-uw „befeuchte die Kleidung nicht!“

### Negatives Imperfekt
Dieses dient zur Verneinung sowohl des Imperfekts als auch des Futurs. Das Konstruktionsmuster lautet: Subjekt oder Subjektspräfix (dasselbe wie im Imperfekt, jedoch hochtonig) + má (Downstep gegenüber dem Subjektspräfix) + Verbalnomen (+ Objekt) + (ú)w:
- mə́n má zàrá-w [⎺ ⎻ ⎽ ⎼] „ich rufe (gerade) nicht; ich werde nicht rufen“
- tə́ má zàrá-w „du rufst (gerade) nicht; du wirst nicht rufen“
- míy má zàrá-w „wir rufen (gerade) nicht; wir werden nicht rufen“

## Verb mit direktem Objekt

### Nominales Objekt
Ein Verb und das folgende nominale Objekt befinden sich in derselben Tonphrase, so dass das Objekt tonale Anpassungen erfährt. Von weniger wichtigen Ausnahmen abgesehen kann man bezüglich des Tonverhaltens drei Arten von Verbformen unterscheiden:
Verbalstämme der Tieftonklasse wie zàr „rufen“. Nach solchen Verben verändert das Objekt seinen Ton im Einklang mit den Regeln, die oben im Abschnitt „Lexikalische Tonklassen“ besprochen wurden. Wenn also das Substantiv in Isolation hochtonig beginnt, übernimmt es im Innern den vorhergehenden Ton, also hier den Tiefton des Verbs. Wenn das Substantiv in Isolation tieftonig beginnt, beginnt es im Innern mit Downstep oder Tiefton:
- žáakə „Esel“ [⎺ ⎺] – zàr žaakə „ruf einen Esel!“ [⎽ ⎽ ⎽] – à zar žaakə „er rief einen Esel“ [⎽ ⎽ ⎽ ⎽]
- mə̀ɗə „Ziege“ [⎽ ⎽] – zàr mə́ɗə „ruf eine Ziege!“ [⎽ ⎻ ⎻] – à zar mə́ɗə „er rief eine Ziege“ [⎽ ⎽ ⎻ ⎻]

Verbalstämme der Hoch-tief-Klasse wie már „bekommen“ (obwohl dieses Verb in einsilbigen Formen nur den Hochton zeigen kann, gehört es trotzdem zur Hoch-tief-Klasse). Nach solchen Formen sind alle Objekte tieftonig:
- már žàakə [⎺ ⎽ ⎽] „bekomme einen Esel!“ – à már žàakə [⎽ ⎻ ⎽ ⎽] „er bekam einen Esel“
- már mə̀ɗə „bekomme eine Ziege!“ – à már mə̀ɗə „er bekam eine Ziege“

Verbalstämme der Hoch-tief-Klasse in Formen, wo sie den Tonverlauf tief-hoch annehmen (vor allem im Verbalnomen). Hier übernehmen Substantive wie žáakə den vorangehenden Hochton, andere Substantive zeigen Downstep oder Tiefton:
- də̀ mará žaakə [⎽ ⎽ ⎻ ⎻ ⎻] „dass er einen Esel bekommt“
- də̀ mará mə́ɗə [⎽ ⎽ ⎻ ⎼ ⎼] „dass er eine Ziege bekommt“

Nach dem Element súw des Perfekts sind alle Objekte tieftonig:
- à zar súw žàak-áy „er hat einen Esel (žáakə) gerufen“

### Pronominales Objekt
Das pronominale Objekt wird durch Objektssuffixe ausgedrückt, die direkt an das Verb gehängt werden. Diese Suffixe sind meist tieftonig:
- à zar-wan sáy „er hat mich gerufen“
- à zar-fə sáy „er hat dich(m) gerufen“
- à zar-γən sáy „er hat dich(f) gerufen“
- à zar-ya sáy „er hat ihn gerufen“
- à zar-ɬa sáy „er hat sie(f) gerufen“
- à zar-ɬən sáy „er hat sie(pl) gerufen“

Nach dem Verbalnomen werden die Objektsuffixe durch Possessivsuffixe ersetzt. Da das Verbalnomen auf -a endet, kommt hier die Formenreihe nach -a zur Anwendung:
- də̀ zar-uwn „dass er mich ruft“
- də̀ zara-fə „dass er dich(m) ruft“
- də̀ zar-ɤɤn „dass er dich(f) ruft“
- də̀ zar-uwsə „dass er ihn ruft“
- də̀ zara-za „dass er sie(f) ruft“
- də̀ zara-ɬə́n „dass er sie(pl) ruft“

Weitere Beispiele:
- tà már-yà „er soll ihn bekommen“
- də̀ mar-úwsə̀ „dass er ihn bekommt“

## Intransitive copy pronoun
Wie in vielen tschadischen Sprachen kennt auch das Miya das sogenannte „intransitive copy pronoun“. Nach vielen – aber nicht allen – intransitiven Verben, die also kein Objekt haben, muss an der Stelle des Objektssuffixes ein Pronominalsuffix stehen, das mit dem Subjekt kongruiert. Man kann wohl die reflexiven Verben des Deutschen zum Vergleich heranziehen („ich erinnere mich“ etc.). Die Suffixe des intransitive copy pronoun sind im Miya formal aber nicht völlig mit den Objektssuffixen identisch, sondern weichen in der 2.Pers. und der 3.Pers.sg.mask. ab:
- mə́n bə̀su-wan sáy „ich habe gebadet“
- fà bəsə-ku sáy „du(m) hast gebadet“
- mà bəsə-kəm sáy „du(f) hast gebadet“
- à bəsə-ta sáy „er hat gebadet“
- à bəsə-ɬa sáy „sie hat gebadet“
- à bəsə-ɬən sáy „sie haben gebadet“

- tsə́r „aufhören“ – tsə́riy-kà „hört auf!“

Nach dem Verbalnomen wird das intransitive copy pronoun genauso wie das Objektssuffix durch ein Possessivsuffix ersetzt:
- mə̀n bəsu-wun „dass ich bade“
- fàa bəsa-fə „dass du(m) badest“
- màa bəs-ɤɤn „dass du(f) badest“
- də̀ bəs-uwsə „dass er badet“
- də̀ bəsa-za „dass sie badet“
- də̀ bəsa-ɬə́n „dass sie baden“

## Dativ
Wenn der Satz ein Dativobjekt enthält, muss das Verb eine Endung -a annehmen. Wenn das Verb schon auf -a endet, wie immer im Verbalnomen, ist mit einem Dativ kein weiteres -a sichtbar. Der nominale Dativ wird ansonsten nicht weiter markiert:
- də̀ tsaa gitúwà „dass er (es) dem Gituwa(Name) gibt“

Der pronominale Dativ wird durch ähnliche Objektssuffixe wie das pronominale direkte Objekt ausgedrückt, mit folgenden Besonderheiten:
- anders als beim direkten Objekt sind die Dativsuffixe meist hochtonig
- die Suffixe verschmelzen mit dem vorausgehenden -a, das am Verb stehen muss
- in dativischer Bedeutung stehen die Objektssuffixe auch am Verbalnomen und werden dort nicht durch Possessivsuffixe ersetzt
- „mir“ heißt -an (gegenüber -wan „mich“)

Beispiele:
- də̀ tsa-ná mìr „dass er euch (-ná) Geld(mìr) gibt“
- à tsa-ná suw mìr-áy „er hat euch Geld gegeben“
- à mar-án súw mìr-áy „er hat Geld für mich bekommen“
- à bəsa-ma súw kàb-áy „er hat uns das Kleid(kàbə) gewaschen“
- də̀ ɗənga-ɬá „dass er (zu) ihr sagt“

## Präpositionen
Das Miya hat nicht viele echte Präpositionen. Beispiele für solche sind ə̀náá „mit (zusammen)“ und àa „mit (instrumental)“. Nach diesen steht entweder ein Substantiv oder ein selbständiges Personalpronomen:
- ə̀náá žàakə „mit einem Esel“
- ə̀náá fìy „mit dir(masc.)“
- ə̀náá mìy „mit uns“
- ə̀náá wùn tɤɤm „mit deiner(fem.) Tochter“
- àa giti „mit einer Axt“

Etwas unklar ist der Status eines Lokalpräfixes á(a)-, das nur bei einigen Substantiven auftritt:
- kàm „Haus“ – á-kám „zu Hause; nach Hause“
- kàasuw „Markt“ – á-káasùw „auf dem Markt; zum Markt“

Die meisten deutschen Präpositionen werden im Miya mit Hilfe von Substantiven, besonders Körperteilbezeichnungen, mit folgendem Possessor (z. B. Possessivsuffix) wiedergegeben:
- há „Platz“ – h-úwun „mein Platz = bei mir“ – h-úwsə „bei ihm“ – háa-zà „bei ihr“
- və̀n „Mund“ – və̀na-fə „dein Mund = vor dir“ (və̀n gehört zu denjenigen Substantiven, die vor Possessor die Endung -a annehmen)
- γàm „Kopf“ – áaγáma ɗáy „auf dem Kopf des Felsens = auf dem Felsen“ (áa- ist das Lokalpräfix, ɗáy = „Fels“)
- ákyar „Rücken“ – ákyar-wásə „sein Rücken“ – áakyar-wásə „an seinem Rücken = hinter ihm“
- kàm „Haus“ – ákám hà kašam „zu Hause bei Kasham(Name) / in Kashams Haus“

## Wortstellung im Verbalsatz
Für gewöhnliche Hauptsätze gibt es im Miya zwei übliche Formen der Wortstellung: Subjekt-Verb-Objekt und Verb-Objekt-Subjekt. In letzterem Fall wird das Subjekt durch die Präposition aa eingeleitet; diese übernimmt meist den Ton der vorangehenden Silbe, und das Subjekt beginnt nach ihr immer mit Tiefton:
- dùwakə a vár sáy = à var sáy aa dùwakə „das Pferd(dùwakə) ist fortgelaufen“
- ndùwya sáa tə̀nza márɗ-áy = sáa tə̀nza márɗ-ay aa ndùwya „Nduya(Name) wird Hirse(màrɗə) pflanzen“

Bei fokussiertem Subjekt (dazu siehe unten) steht nur die Abfolge Subjekt-Verb-Objekt zur Verfügung.
Umgekehrt muss in Relativsätzen und vielen anderen Nebensätzen die Stellung Verb-Objekt-Subjekt gewählt werden, das Verb wird also nach vorne gezogen, z. B.:
tá dòo m áa γə̀ns-úw
wenn fallen NEG SUBJ Regen-NEG
„wenn es nicht regnet“

## Fokussierung
Zum Ausdruck der Kategorie des Fokus gibt es im Miya mehr grammatische Mittel als im Deutschen. Das Thema kann hier nur kurz gestreift werden.
Liegt im Perfekt der Fokus auf dem Subjekt, so steht ein spezielles Tempus der Form Subjekt + də́ + Verbalnomen zur Verfügung:
- mə̀n də́ zàraw „(nur / gerade) ICH habe gerufen“

Liegt im Perfekt der Fokus auf dem Objekt oder einer Adverbialie, so verwendet man die normale Perfektkonstruktion, allerdings ohne die Klammer súw ... áy. Man vergleiche:
- à már suw žàak-áy „er hat einen Esel bekommen“ (ohne Fokus)
- à már žàakə „er hat (nur / sogar / ausgerechnet) einen ESEL bekommen“

In ähnlicher Weise besitzt auch das Imperfekt spezielle Varianten zum Ausdruck des Fokus. Für andere Tempora sind solche seltener oder stehen nicht zur Verfügung.

## Fragesatz

### Wortfrage
Bei der Bildung von Wortfragen ist zu beachten:
- Das Fragewort muss in einer grammatischen Fokuskonstruktion stehen.
- Am Satzende erscheint das Frageelement à.
- Anders als im Deutschen tritt das Fragewort nicht automatisch an den Satzanfang.

Beispiele:
wàa də́ zàra-ɬə́n à
wer PERF.FOC rufen-sie FRAGE
„wer hat sie(pl.) gerufen?“ (Perfekt mit Subjektsfokus)
fà tsa-yá màa
du geben-ihm was
„was hast du ihm gegeben?“ (Perfekt ohne Klammer súw ... áy; das finale Frageelement à geht hier in dem Fragewort auf)
à náy-fə̀ γájà
er sehen-dich wann
„wann hat er dich gesehen?“

### Satzfrage
Auch in Satzfragen erscheint das Frageelement à am Satzende:
fà ɬa-kú suw nd à
du aufstehen-ICP PERF schon FRAGE
„bist du schon aufgestanden?“ = „guten Morgen!“ (übliche Grußformel)

## Relativsatz
Relativsätze werden durch ein Relativpronomen eingeleitet, das mit dem Bezugswort kongruiert: bá(a) (mask.) – má(a) (fem.) – sə́ba(a) (plural, nur für Lebewesen). Die Verbalformen im Relativsatz unterscheiden sich von denen in gewöhnlichen Hauptsätzen; beispielsweise wird im Perfekt auf die Klammer súw ... áy verzichtet. Auf Details kann hier nicht eingegangen werden. Beispiele:
sə́bə sə́ba buwa-ɬə̀n
Leute REL kommen-ICP
„die Leute, die gekommen sind“
àm máa mə̀n tsiyá-zà
Frau REL ich fragen-sie
„die Frau, die ich gefragt habe“
hám báa mə̀n sənaw
Ding REL ich wissen
„das, was ich weiß“
Im Relativsatz muss das Verb vorne stehen und ein nominales Subjekt dementsprechend nach hinten verlagert werden:
və́rkə ba tsa-yà mir áa kàšam
Junge REL geben-ihm Geld SUBJ Kasham
„der Junge, dem Kasham Geld gibt“

## Nichtverbalsatz
In Sätzen ohne verbales Prädikat ist keine Kopula nötig. Ist das Subjekt pronominal, so wird das selbständige Personalpronomen verwendet:
mə́n íykən
ich hier
„ich bin hier“
mə̀n aakyar-wásə
ich hinter-ihm
„ich bin hinter ihm“
ɬə̀n aakám
sie zu-Hause
„sie sind zuhause“
ndùwya miy-dzəhə
Nduya Miya-Mann
„Nduya ist ein Miya-Mann“
tíy mìy-dzəhə
er Miya-Mann
„er ist ein Miya-Mann“
tə́makwìy ká pyòoniy
Schafe ART weiß
„die Schafe sind weiß“

## Wortschatz
Einige Elemente aus dem Grundwortschatz. Die Verben werden in der Form des Imperativs zitiert.
| Auge   | átíy                                |
| drei   | kìdi                                |
| eins   | wútə̀                                |
| essen  | tá                                  |
| Frau   | ám                                  |
| fünf   | vàaɬə                               |
| geben  | tsá(a)                              |
| gehen  | ba (unregelmäßiger Imperativ: tàku) |
| groß   | gàrna                               |
| gut    | mbán                                |
| Hand   | kə́m                                 |
| hören  | də̀kay                               |
| Mann   | jìfana                              |
| Mund   | və̀n                                 |
| Name   | ngə̀n                                |
| sagen  | bə̀la                                |
| sehen  | náy                                 |
| vier   | fə̀ɗə                                |
| Wasser | ábíy                                |
| wissen | sə̀n                                 |
| zwei   | tsə̀r                                |